# Heimatmedaille des Landes Baden-Württemberg
Die Heimatmedaille des Landes Baden-Württemberg bzw. die Medaille für Verdienste um die Heimat Baden-Württemberg ist eine Auszeichnung, mit der seit 1978 Bürger geehrt werden, die sich um die Heimat- und Brauchtumspflege von Baden-Württemberg besonders verdient gemacht haben.
Es handelt sich um eine Auszeichnung, die jedes Jahr vom Landesausschuss für Heimatpflege an zehn Bürger vergeben wird.
Traditionell wird die Heimatmedaille den Preisträgern jedes Jahr im September zur Eröffnung der Heimattage Baden-Württemberg vom baden-württembergischen Kultusminister überreicht.